# Johann Gabriel Speck
Johann Gabriel Speck, auch Jean Gabriel Speck und Gabriel Johannes Speck (* 22. November 1720 in Treysa; † 7. September 1792 in Marburg) war ein schweizerisch-deutscher französisch-reformierter Prediger in der Landgrafschaft Hessen-Kassel und Professor der „französischen Beredsamkeit“ an der Universität Marburg.

## Leben

### Familie
Speck war ein Sohn des Johann Valentin Speck (* ca. 1675; † 1754 in Kassel), eines 1716 aus Frankenthal nach Treysa gekommenen, im Appenzellischen beheimateten und wohl in Paris geborenen, später in Kassel wirkenden Predigers der französisch-reformierten Gemeinden von Treysa und Frankenhain. Johann Gabriel war verheiratet mit Anne Gertrud Charlotte († 1801 in Kassel, 79 Jahre alt), Tochter des Metropoliten Dietrich Kersting in Treysa. Das Paar hatte zwei früh verstorbene Söhne und die Tochter Anne Elisabeth Dieterike Charlotte († 1768), die 1765 Ehefrau des französischen Predigers (und Freimaurers) Jean Ebrard in Schwabendorf wurde.

### Berufliche Laufbahn
Nach dem Schulbesuch in Heidelberg studierte Speck an der Universität Marburg Philosophie und Theologie bei dem Historiker Johann Adolf Hartmann (1680–1744), dem Aufklärer Christian Wolff, dem Orientalisten und Kirchenhistoriker Johann Joachim Schröder und dem Logiker und Metaphysiker Johann Siegmund Kirchmeier (1679–1749). Eine erste Dissertation mit Disputation von Speck ist aus dem Jahr 1738 schriftlich überliefert, eine umfänglichere zweite stammt aus dem Jahre 1740, beide entstanden unter der Aufsicht Hartmanns (s. Schriften). Den Magistergrad der Universität Marburg erhielt er 1740.
Nach einem darauf folgenden kurzen Studienaufenthalt bei den reformierten Theologen Christian Brüning (1702–1763) und Johann Heinrich Hottinger dem Jüngeren an der Universität Heidelberg wurde Speck 1743 Prediger in der Waldenser-Gemeinde Todenhausen mit Wiesenfeld nördlich von Marburg und im Jahr 1744 auch in der französischen Gemeinde seiner Geburtsstadt Treysa. 1753 trat er das Amt des französischen Predigers in Marburg an, die Gemeinde in Todenhausen wurde dabei der Marburger Gemeinde angeschlossen. Sein Umzug von Todenhausen nach Marburg erfolgte 1756.
Im Jahr 1764 wurde Johann Gabriel Speck zugleich zum außerordentlichen Professor der „französischen Beredsamkeit“ (d. h. der französischen Redekunst) an der Universität Marburg bestellt. Seine Bemühungen, 1780 eine Professur an der theologischen Fakultät zu erlangen, blieben erfolglos.

## Sonstiges
Speck war ein Anhänger der Freimaurerei und Mitglied der 1743 gegründeten Loge Zu den drey Löwen in Marburg. Im Jahr 1769 war er Mitgründer der nur kurze Zeit bestehenden konkurrierenden Marburger Loge Zu den drei Rosen, der auch Hans Caspar von Knoblauch zu Hatzbach, Friedrich Joseph Wilhelm Schröder und sein Schwiegersohn Jean Ebrard angehörten.
Obwohl sich Speck im Gegensatz zu seinem Vater, der sein Studium in Basel absolvierte, wohl nie längere Zeit in der Schweiz aufgehalten hat, fühlte er sich dem Herkunftskanton seiner Familie verbunden. In der Titelei seiner ersten Disputation von 1738 bezeichnet er sich als Abbatiscellanus origine, nascendi vero sorte Treysa – Hassus (der Herkunft nach Appenzeller, jedoch geboren durch Los in Treysa – Hesse). „Mit der Begründung «es ist nichts Angenehmeres, als in dem Vatterland der Vorfahren wohnen zu können», erkundigte sich Pfarrer Jean Gabriel Speck in Treysa (Hessen) 1744 nach vakanten Prädikantenstellen im Ausserrhodischen.‟

## Schriften
- De officiis circa peregrinos; resp. Gabriel Johannes Speck. Müller, Marburg 1738. (Digitalisat)
- Consubstantiatio nullo modo sit haeretica; resp. Gabriel Johannes Speck. Müller, Marburg 1740. (Digitalisat)
- Gründliche Anleitung zu der französischen Sprache, in Fragen und Antworten, aus den Restauts, wie auch aus anderen enueren Sprachlehren und Schriftstellern zusammengetragen, nebbst einem sehr nützlichen Anhang. Frankfurt 1749, verm. Aufl. 1756, mit ansehnlichen Verbesserungen und Zusatzen 1769.
- Les psaumes de David & les Cantiques sacres. Marburg 1755.